# Fried Pride
Fried Pride（フライド・プライド）は日本のジャズ・デュオ ユニット。ホリプロ所属。2001年日本のビクターエンタテインメント、米国のコンコード・レコードよりデビュー。ソウル、ロック、ポップスなども取り入れて活動していた。

## メンバー
- Shiho（本名：金沢志保）（ボーカル）
- 横田明紀男（ギター）

## 来歴
2001年、米国のコンコード・レコードからアルバム『Fried Pride』でデビュー。
2004年のアルバム『That's My Way』より本格的に海外での活動を開始。
2012年に横田明紀男が脳梗塞にて入院したがその後回復。日本各地のジャズ・フェスティバルに出演している。
2016年12月23日をもって活動終了。

## ディスコグラフィー

### アルバム
- Fried Pride（2001年9月21日）
- STREET WALKING WOMAN（2002年7月24日）
- HEAT WAVE（2003年6月21日）
- RE NOTES～FRIED PRIDE REMIXES～（2003年12月17日）リミックスアルバム
- That's My Way（2004年8月21日）
- two,too（2005年5月21日）
- Musicream（2006年6月21日）
- MILESTONE ベスト盤
- A TIME FOR LOVE（2009年9月23日）
- LIFE - source of energy （2012年7月18日）
- エヴァーグリーン （2013年11月27日）
- Rocks! （2014年11月19日）

### DVD
- MASTERPIECE（2004年3月24日）
- That's My Way（2004年12月16日）

## カバー
- リバーサイドホテル
- RIDE ON TIME
- 君の瞳に恋してる